# Vriesdonk
Vriesdonk is een wijk van de gemeente Brasschaat in het noorden grenzend aan de deels Antwerpse en gedeeltelijk Brasschaatse wijk Sint-Mariaburg en in het westen aan Ekeren-Donk, grondgebied Antwerpen. Het midden van de Kapelsesteenweg (N11) vormt de scheiding tussen Ekeren en Brasschaat.        
Tot 1830 behoorde Brasschaat en dus Vriesdonk bij Ekeren. Historisch zijn Ekeren-Donk en Vriesdonk een woonkern rond de Heilig Hart Kerk, die aan de Brasschaatse kant van de Kapelsesteenweg gebouwd werd. Donk is in 1886 een zelfstandige parochie geworden. De parochiekerk en het halfoverdekte winkelcentrum Patio Donk vormen het kleine centrum van Vriesdonk. De Donksesteenweg en de Bredabaan (deel van de N1) verbinden Vriesdonk, dat eindigt ter hoogte van de Voshollei, met Brasschaat centrum. De meeste straten van de wijk zijn omzoomd met bomen, wat de wijk een groen aanzicht geeft. Een aanzienlijk deel van de bebouwing zijn villa's of huizen met grote tuinen. De deels overkapte Donkse beek en Laarse beek stromen door de wijk.        
Behalve de kerk staan er nog enkele andere betekenisvolle gebouwen erkend als onroerend erfgoed. Opmerkelijk is de portierswoning van kasteeldomein Bisschoppenhof op de hoek van Donksesteenweg en Kapelsesteenweg. Deze behoorde tot het vroegere domein Ter Borght, een nederzetting in Vriesedonk die reeds rond 1500 vernoemd werd. Van de hoeves en kasteel is enkel de portierswoning gebouwd in 1919 bewaard gebleven . Tussen 1955 en 1968 werd in modernistische stijl openluchtschool Sint-Lutgardis gebouwd, een van de weinige openluchtscholen in Vlaanderen . Van belang zijn nog de voormalige boerderij en manege van Domein Vriesedonk aan de Donksesteenweg  en het in 1931 opgerichte Sint-Michielscollege.                       
Het halfopen winkelcomplex Patio Donk werd in 1972 geopend en was het eerste winkelcentrum in België. Wegens het ontbreken van een echt centrum in de wijk was dit bedoeld als ontmoetingsplek.